# Anna Hjort
Anna Elisabeth Hjort , född 19 maj 1833 i Sorø, död 2 september 1923 i Köpenhamn, var en dansk lärare. Hon var verksam för införandet av gymnastiken i danska skolor och professionaliseringen av läraryrket för kvinnor. 